# Bruce Mau
Bruce Mau (Greater Sudbury, 25 ottobre 1959) è un designer canadese.
Mau è il direttore del Bruce Mau Design e fondatore dell'Institute without Boundaries.

## Pubblicazioni
- S,M,L,XL con Rem Koolhaas (1995) ISBN 0-7148-3827-6
- Life Style (2000) ISBN 1-885254-01-6
- Massive Change (2004) ISBN 0-7148-4401-2
- Eye, No. 15, Vol. 4, Winter 1994.  Archiviato il 12 giugno 2008 in Internet Archive.